# グローバル・フォース・レスリング
グローバル・フォース・レスリング（Global Force Wrestling、略称：GFW）は、かつてアメリカ合衆国に存在したプロレス団体。

## 歴史
2014年4月7日、ジェフ・ジャレットが25/7プロダクション、NBCのデビッド・ブルームとの戦略的提携を結んで設立。4月29日、メキシコのAAAとの業務提携を発表。6月23日、日本の新日本プロレスとの業務提携を発表。7月、ヨーロッパの各プロレス団体との業務提携を発表。7月24日、オーリンズ・アリーナで旗揚げ戦を開催。8月、オーストラリア、ニュージーランドの各プロレス団体との業務提携を発表。
2017年4月20日、インパクト・レスリングとの合併、ジャレットのCCO就任を発表。9月5日、ジャレットの無期限休職を発表。10月23日、インパクト・レスリングとの合併解消、ジャレットのCCO辞任を発表。

## タイトル
- GFW世界王座
- GFW世界タッグ王座
- GFW世界女子王座